# Ahmed Abdelwahed
Ahmed Abdelwahed (né le 26 mai 1996 à Rome) est un athlète italien, spécialiste du 3 000 mètres steeple.

## Biographie
Le 16 juillet 2017, il remporte la médaille d'argent lors des Championnats d'Europe espoirs à Bydgoszcz, en faisant le doublé avec son compatriote Yohanes Chiappinelli.
Il se classe 14e des Jeux olympiques de Tokyo en 2021, et 12e des championnats du monde 2022.
En 2022, il remporte la médaille d'argent aux championnats d'Europe de Munich, devancé par le Finlandais Topi Raitanen. Le mois suivant, la fédération italienne d'athlétisme révèle un contrôle antidopage positif au Meldonium réalisé durant ces championnats d'Europe.

## Palmarès
| Date | Compétition                   | Lieu      | Épreuve | Résultat        | Temps         |
| ---- | ----------------------------- | --------- | ------- | --------------- | ------------- |
| 2017 | Championnats d'Europe espoirs | Bydgoszcz | 2e      | 3 000 m steeple | 8 min 37 s 02 |
| 2022 | Championnats d'Europe         | Munich    | 2e      | 3 000 m steeple | 8 min 22 s 35 |

## Records
| Épreuve              | Performance   | Lieu | Date        |
| -------------------- | ------------- | ---- | ----------- |
| 3 000 mètres steeple | 8 min 10 s 29 | Rome | 9 juin 2022 |